# Podolsk
Podolsk  (rusky Подо́льск) je město v Moskevské oblasti v Rusku. Je velkým průmyslovým a kulturním centrem oblastního významu a administrativním centrem Podolského rajónu. Nachází se 36 km od centra hlavního města Moskvy a 15 km od Moskevské okružní dálnice. Na severu hraničí se Ščerbinkou a na jihu s Klimovskem. Rozloha městského okruhu je 40,04 km² a žije v něm téměř 190 000 obyvatel (2010). Městem je od roku 1781, od roku 2004 je městským okresem. Protéká jím řeka Pachra, jež je přítokem řeky Moskvy.